# Ceratina boninensis
Ceratina boninensis är en biart som beskrevs av Keizo Yasumatsu 1955. Ceratina boninensis ingår i släktet märgbin, och familjen långtungebin. Inga underarter finns listade i Catalogue of Life.